# Madeleine Hicklin
Madeleine Bertine Hicklin (nascida em 3 de setembro de 1957) é uma política sul-africana que é membro da Assembleia Nacional desde maio de 2019. Ela serviu como conselheira distrital no Município Metropolitano da Cidade de Joanesburgo de agosto de 2016 a maio de 2019. Hicklin é membro da Aliança Democrática (DA).

## Política
Hicklin juntou-se à Aliança Democrática e foi eleita conselheira do distrito 112 do Município Metropolitano da Cidade de Joanesburgo nas eleições municipais de 2016.

## Carreira parlamentar
Hicklin foi nomeada para a Assembleia Nacional após as eleições gerais realizadas a 8 de maio de 2019. Ela tomou posse como membro do parlamento no dia 22 de maio de 2019. Em 27 de junho de 2019, ela recebeu a sua atribuição de comité.
Em 5 de dezembro de 2020, Hicklin foi nomeada vice-ministra-sombra de Obras Públicas e Infraestrutura, substituindo Samantha Graham, que se tornou ministra-sombra.

### Membro do comité
- Comité de Portefólio de Obras Públicas e Infraestrutura (Membro Suplente)[2]

## Vida pessoal
Hicklin é sobrinha do falecido activista anti-apartheid Denis Goldberg. Ela também é judia.